# Ange Duquesne-Menneville

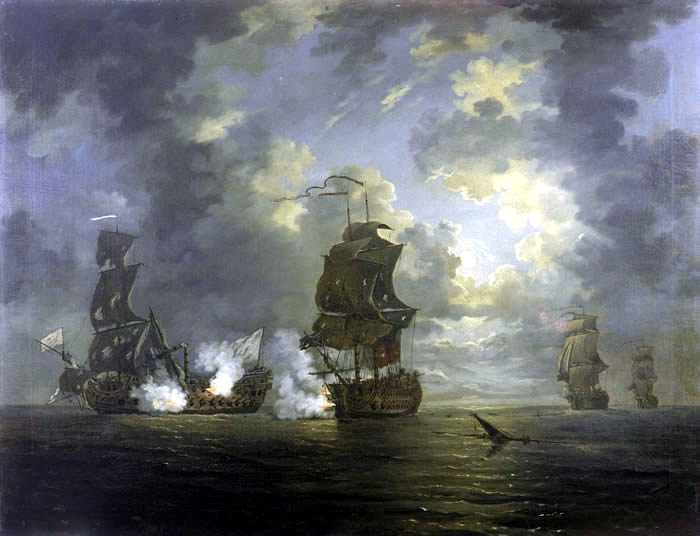
Walka liniowców Monmouth i Foudroyant w bitwie pod Kartageną

Ange Duquesne-Menneville, markiz de Duquesne (ur. ok. 1700, zm. 17 września 1778) – francuski administrator i oficer marynarki wojennej, gubernator generalny Nowej Francji w latach 1752–1755.
Urodził się ok. 1700 roku w Tulonie. Z pochodzenia Normandczyk, był wnukiem brata słynnego żeglarza Abrahama Duquesne. W 1714 wstąpił do marynarki wojennej i zrobił w niej szybką karierę, zostając w 1746 roku majorem i komendantem portu w Tulonie. W roku 1752, z protekcji swojego przyjaciela Rolland-Michel Barrina, byłego gubernatora Nowej Francji, został powołany na to stanowisko, a także otrzymał tytuł markiza. W czasie swego urzędowania rozbudował system fortów w dolinie rzeki Ohio, ugruntowując francuską obecność w Luizjanie – najważniejszą pozycją był Fort Duquesne, nazwany od jego nazwiska. Francuska ekspansja terytorialna spowodowała zaniepokojenie w koloniach brytyjskich i stała się jedną z głównych przyczyn kolejnej wojny francusko-brytyjskiej. Do pierwszych starċ doszło już w roku 1754 – początkowo Francuzi odparli Brytyjczyków usiłujących zająć Fort Duquesne. 24 czerwca 1755 roku przybył z posiłkami jego następca Pierre-François de Rigaud, który otwarcie krytykował go za koncentrację sił jedynie w dolinie Ohio, przy zaniedbaniu innych możliwych kierunków brytyjskiej ofensywy. Krytyka ta była uzasadniona, lecz odpowiedzialność za taki stan rzeczy ponosił nie tylko gubernator, lecz i dwór, który wydawał odpowiednie instrukcje. Rozgoryczony Duquesne udał się do Francji, gdzie złożył wyjaśnienia ministrowi marynarki, które zostały przyjęte tym chętniej, że 9 lipca 1755 r. Francuzi pokonali armię brytyjską w bitwie nad Monongahelą, co zdawało się wskazywać na słuszność jego polityki.
Po powrocie do Francji Duquesne kontynuował swoją karierę w marynarce. W kwietniu 1756 roku został mianowany generalnym inspektorem wybrzeży Francji, a w roku 1757 dowódcą eskadry tulońskiej. Wieczorem 27 lutego 1758 roku przybył z posiłkami w liczbie 3 okrętów na redę Kartageny, lecz zlekceważył rozkaz admirała Jeana François de La Clue-Sabran i nie wszedł natychmiast do portu. Jego jednostki, zgodnie z obawami de La Clue-Sabrana, zostały zaatakowane przez przebywająca w pobliżu flotę brytyjską, w rezultacie czego ten ostatni został zmuszony do wydania jej nocnej bitwy, w której Francuzi stracili dwa okręty. Co więcej, 80-działowy okręt flagowy Duquesne’a, Foudroyant, został zmuszony do poddania przez zaledwie 64-działowy brytyjski Monmouth, i markiz dostał się do niewoli. Po tej kompromitującej porażce, która zapisała się trwale w historii wojen morskich, kariera Duquesne’a uległa zahamowaniu. Niemniej ostatecznie jakiś czas później został mu przyznany właściwie czysto honorowy tytuł kontradmirała (Lieutanant-ġénéral), w uznaniu jego wcześniejszych zasług.
W roku 1776 przeszedł w stan spoczynku. Zmarł 17 września 1778 w Antony pod Paryżem. Ponieważ nie pozostawił po sobie dzieci, jego ogromny majątek przypadł dzieciom jego rodzeństwa i służącym.